# Stringy!
STRINGY! – панк-рок гурт з Києва, Україна, що утворився у 2007 році. За час існування колектив випустив близько 10 мініальбомів і відіграв понад 300 виступів. STRINGY! активно гастролюють по Україні та ближньому закордонню.

## Історія гурту
Учасники гурту — гітарист Олексій Приходько, басист Дмитро М'якотний, гітарист Ігор Круликівський, барабанщик Ілля Дрига — вихідці їх різних міст, познайомилися в  НТУУ «КПІ» . STRINGY! почали репетирувати навесні 2007 року в Києві. У 2009 колектив випускає перший альбом і відправляється в свій перший всеукраїнський тур зі шведською бандою Adjusted. Гурт активно гастролює по всій території України, даючи по 3-4 концерти на тиждень. Неодноразово бере участь на міських святах,  днях міст  та локальних обласних фестивалях.
У 2011 році група бере участь у конкурсі каверів  від гурту Таракани!
У 2012 колектив покидають гітарист Ігор Круликівський і басист Дмитро М'якотний, але вже у 2013 на зміну їм приходять Олександр Цуран і Микола Дишлевий.
У 2014 гурт записує подвійний альбом «Усі твої ідоли тут», який був перезведений у 2018 році.
У 2015 випускає спільний трек з харківськими музикантами.
З 2016 банда виступає в Білорусі на фестивалі Поппанк ком'юніті.
У 2017 році український артист Павло Зібров оголошує конкурс каверів Хрещатик, панк гурт записує кавер і випускає відео, і перемагає в конкурсі .

## Склад гурту
- Олексій Приходько — гітара, вокал (2007-н.ч)
- Микола Дишлевий — гітара, вокал (2012-н.ч)
- Олександр Цуран — бас, вокал (2012-н.ч)
- Ілля Дрига — ударні (2007-н.ч)

Колишні учасники
- Ігор Круликівський — гітара (2007—2011)
- Дмитро М'якотний — бас (2007—2012)

## Дискографія

### Мініальбоми
- «Міста запалюють світло» (2009)
- «Тупий панк рок» (2010)
- «Весь світ в твоїй кишені» (2013
- «Каламбака» (2014
- «Відкривай очі» (2016
- «А скоро літо починається» (2017
- «Хрещатик» (2017)
- «Давай візьмемось за руки» (2018)
- «Усі твої ідоли тут» (2018)
- «Санта поруч (Герої серед нас)» (2018)

### Відео
| Рік  | Назва                                                     | Мова       | Альбом                          |
| ---- | --------------------------------------------------------- | ---------- | ------------------------------- |
| 2009 | «Skate music»                                             | англійська | «Тупий панк рок»                |
| 2017 | «Хрещатик» [Архівовано 19 квітня 2022 у Wayback Machine.] | українська | «Хрещатик»                      |
| 2018 | «Санта поруч (Герої серед нас)»                           | -          | «Санта поруч (Герої серед нас)» |